# Alessia Dipol
Alessia Afi Dipol (Hindi एलेसिया अफी डिपोल; * 1. August 1995 in Pieve di Cadore) ist eine italienisch-indisch-togoische Skirennläuferin. Sie startete hauptsächlich in den technischen Disziplinen Riesenslalom und Slalom.

## Karriere
Dipol startete als Juniorin bis zum Jahr 2010 für Italien. Zwischen 2011 und 2013 vertrat sie den indischen Skiverband bei diversen FIS-Rennen in Italien sowie dem benachbarten Ausland. 2014 ließ sie sich im Hinblick auf die Olympischen Winterspiele in Togo einbürgern. Ihr Vater ist Besitzer einer Fabrik für Sportbekleidung in Togo, wodurch die Verbindung zustande kam.
Bei den Olympischen Winterspielen in Sotschi erreichte sie mit Platz 55 im Riesenslalom einen Achtungserfolg, im Slalom schied sie bereits im ersten Durchgang aus.
Am 6. Januar 2018 nahm Dipol als erste togoische Skirennläuferin an einem Weltcuprennen teil. Beim Riesenslalom von Kranjska Gora schied sie jedoch im ersten Lauf bereits aus. Danach startete sie noch bei zwei FIS-Riesenslaloms im Skigebiet Krvavec, seitdem ist sie nicht mehr als Skirennläuferin in Erscheinung getreten.

## Erfolge

### Olympische Winterspiele
- Sotschi 2014: 55. Riesenslalom, DNF Slalom

### Weitere Erfolge
- 6 Platzierungen unter den besten 30 bei FIS-Rennen